# Orașul Artelor și Științei

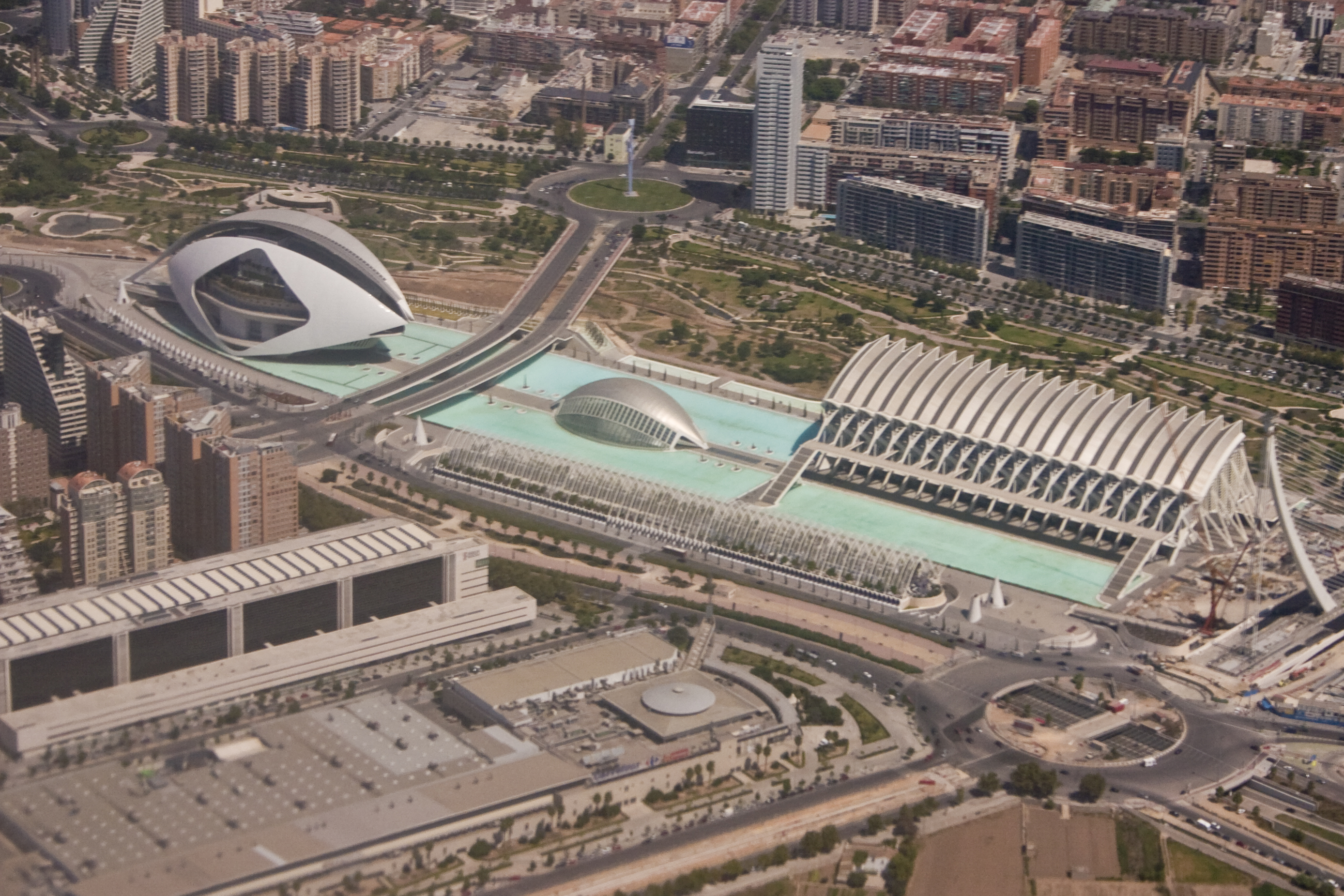
Vedere aeriană a ansamblului

Orașul Artelor și Științei sau La Ciudad de las Artes y las Ciencias în spaniolă sau La Ciutat de les Arts i les Ciències în catalană este un complex arhitectural, cultural și de petrecere a timpului liber situat în Valencia, Spania.

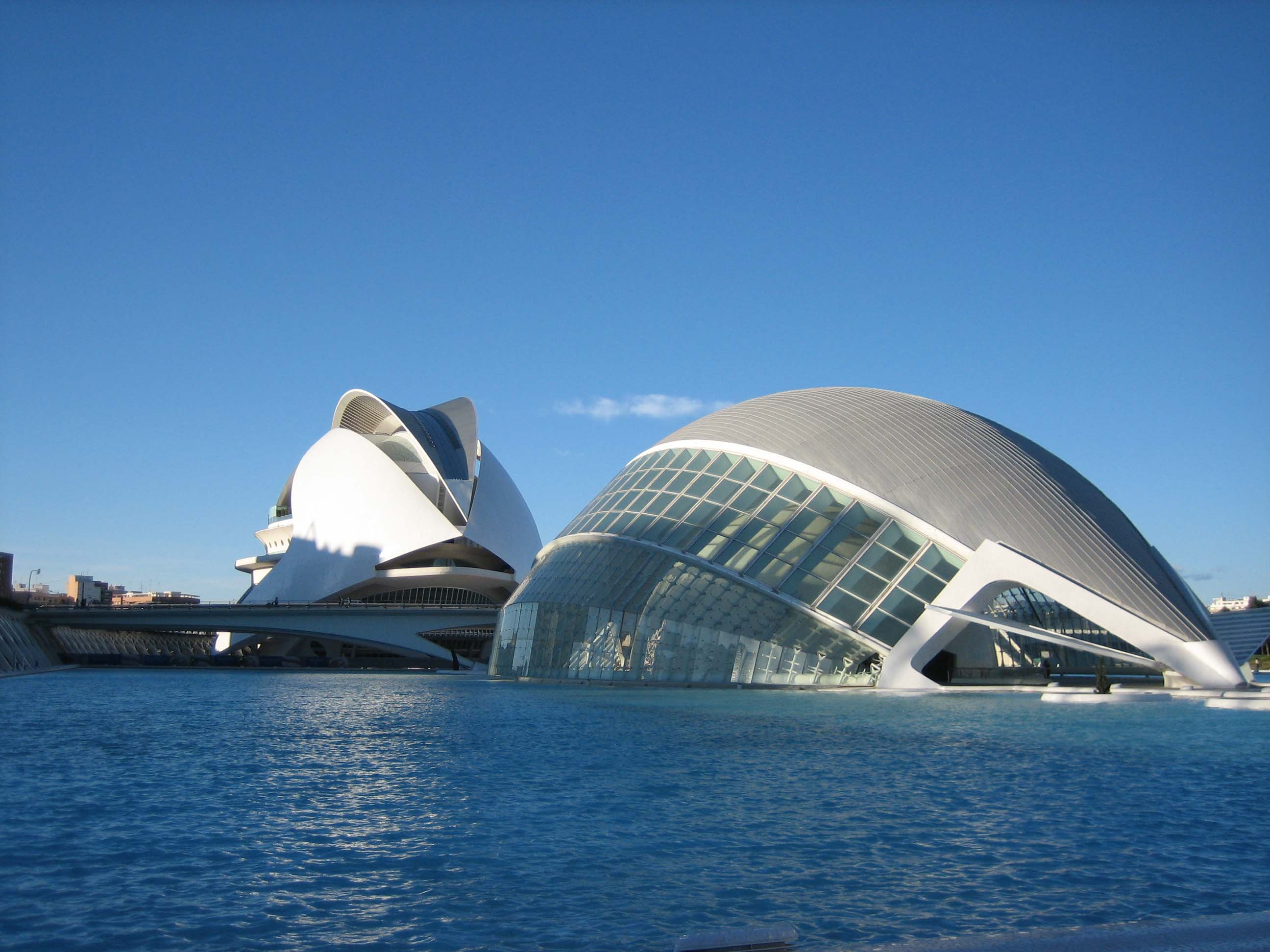
L'Hemisferic şi în spate Muzeul Artelor

Proiectul a fost realizat de arhitecții Santiago Calatrava și Felix Candela și inaugurat pe 16 aprilie 1998 prin deschiderea primului corp al complexului-L'Hemisfèric. Ultima mare componentă a ansamblului este Agora situat între podul L'Assut de l'Or și L'Oceanogràfic care este în stadiu de finalizare.
Orașul Artelor și Științei este așezat pe vechiul curs al râului Turia, luncă care a devenit grădină publică în 1980 după ce râul a fost deviat după inundațiile din 1957. Complexul arhitectonic este un punct important al turismului valencian și declarat din 2007 una dintre cele 12 Comori ale Spaniei.

## Componență
În ordinea inaugurării lor clădirile componente sînt:
- L'Hemisfèric este în formă de ochi și adăpostește o sală de cinematograf IMAX, planetraiu și Laser. Are o suprafață de 13000m³.
- Muzeul de Știință Prințul Felipe are formă de schelet de dinozaur este un muzeu de științe interactiv. Este împărțit pe trei niveluri și are în jur de 40.000 m³.
- L'Umbracle este o alee pe care sînt sădite specii vegetale originare din zonă. Adăpostește în interior Aleea Sculpturilor - o galerie de artă în aer liber cu sculpturi ale autorilor contemporani (Miquel Navarro, Francesc Abad, Yōko Ono și alții).

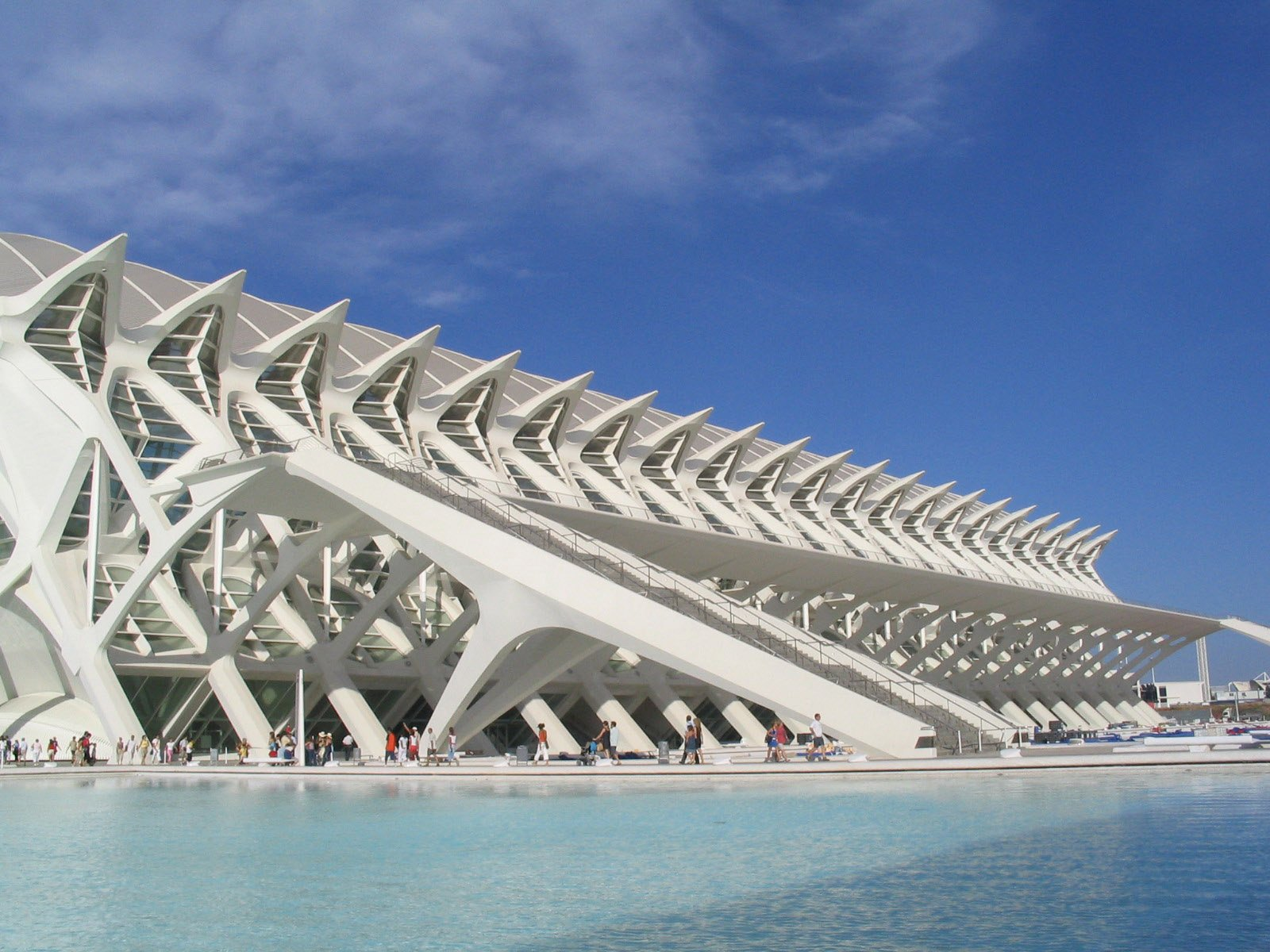
Muzeul de Ştiinţe

- L'Oceanogràfic este un acvariu oceanografic, cel mai mare din Europa cu 110.000m³ și 42 de milioane de litri de apă. Acoperișul este în formă de nufăr și este opera arhitectului valencian Adrián Peláez Coronado.
- Palatul Artelor Regina Sofia cuprinde patru săli mari: Sala Principală, Aula Magistrală, Amfiteatru și Teatru de Cameră. Este dedicat muzicii și artelor scenice.
- Podul l'Assut de l'Or  pilonul acestui pod are 125 metri și este punctul cel mai înalt al orașului.
- Agora este o piață publică acoperită destinată concertelor și evenimentelor sportive. Aici se ține Marele Premiu al Comunității Valenciene la Tenis.
- Turnurile Alicante, Valencia și Castellon fac parte din proiect dar sînt stopate și sunt slabe șanse pentru a fi începute, constau în 3 zgârie-nori.